# Eurosatory

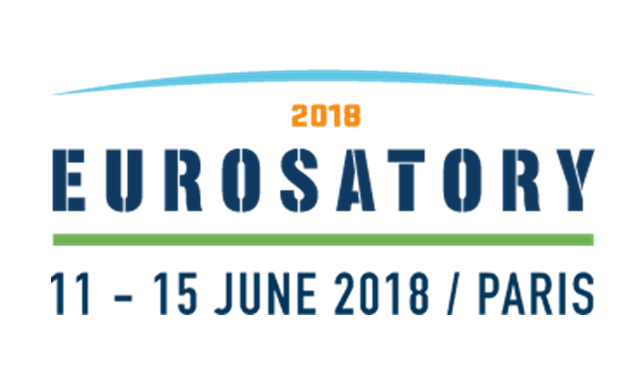
Logo der Ausstellung 2018

Die Eurosatory ist eine Rüstungsmesse, die alle zwei Jahre nördlich von Paris in Villepinte stattfindet. Der Schwerpunkt liegt auf Heeres- und Luftlandetechnik. Sie wird in Zusammenarbeit mit dem französischen Verteidigungsministerium ausgerichtet.
Der Name stammt vom Versailler Garnisonsstadtteil Satory.

## Geschichte
Vorläufer der Eurosatory waren jährlich stattfindende Ausstellungen, die von der französischen Armee in den 1950er und 1960er Jahren durch deren “Section Technique de l’Armée de Terre” (STAT) organisiert wurden. Ab 1967 wurde von den Organisationen „Direction générale de l’armement“ und „French company for armament equipment (SOFMA)“ Veranstaltungen auf dem Militärgelände von Satory organisiert. Ab 1992 fand die Veranstaltung unter privatwirtschaftlicher Regie der GICAT (French Land Defence Manufacturers Association) in Le Bourget statt. Wegen weiterem Wachstums der Ausstellung wurde sie 2002 nach Parc des Expositions de Villepinte nördlich von Paris verlegt.

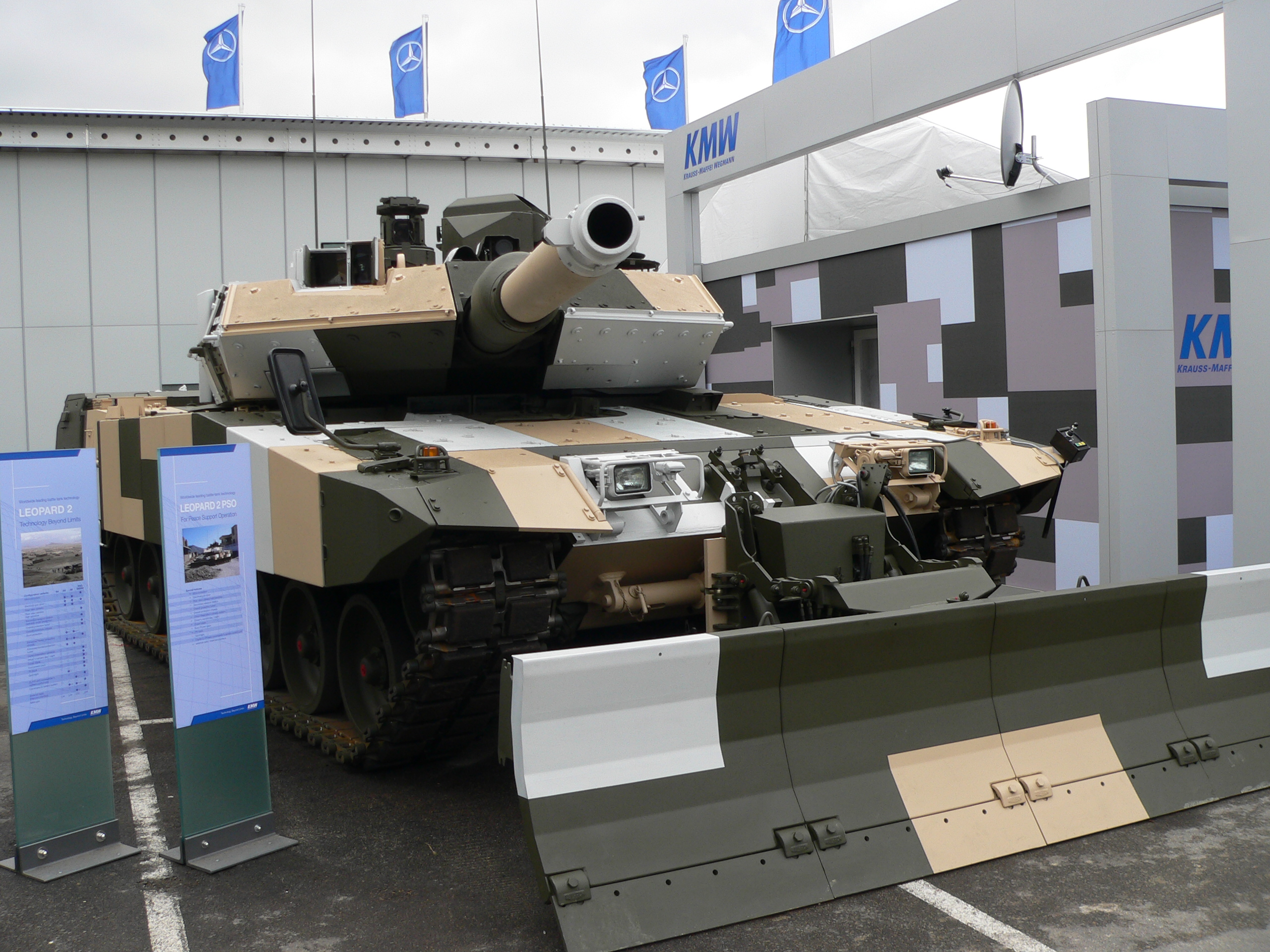
Leopard 2 PSO auf der Eurosatory 2006
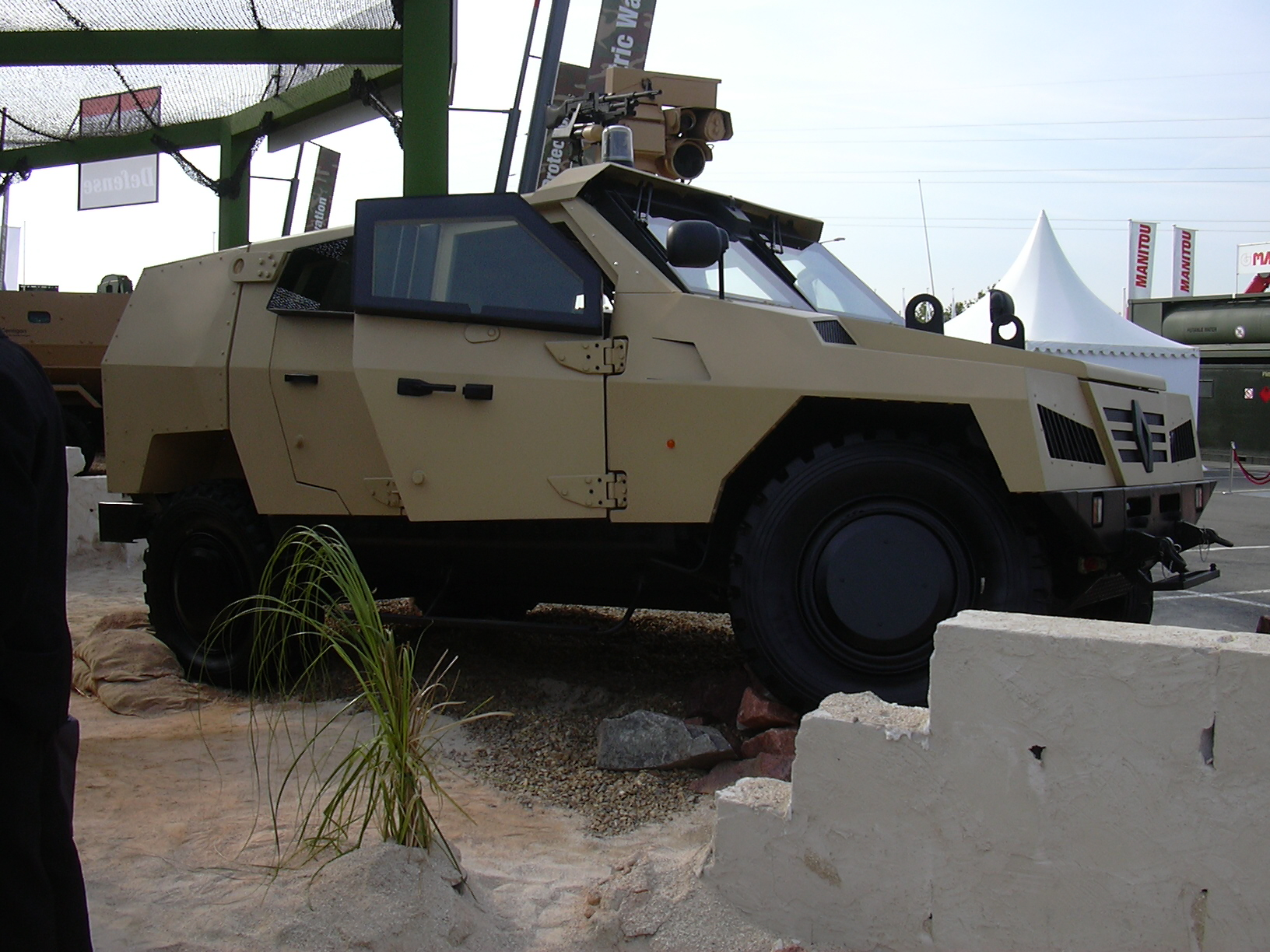
Renault Sherpa HI auf der Eurosatory 2008
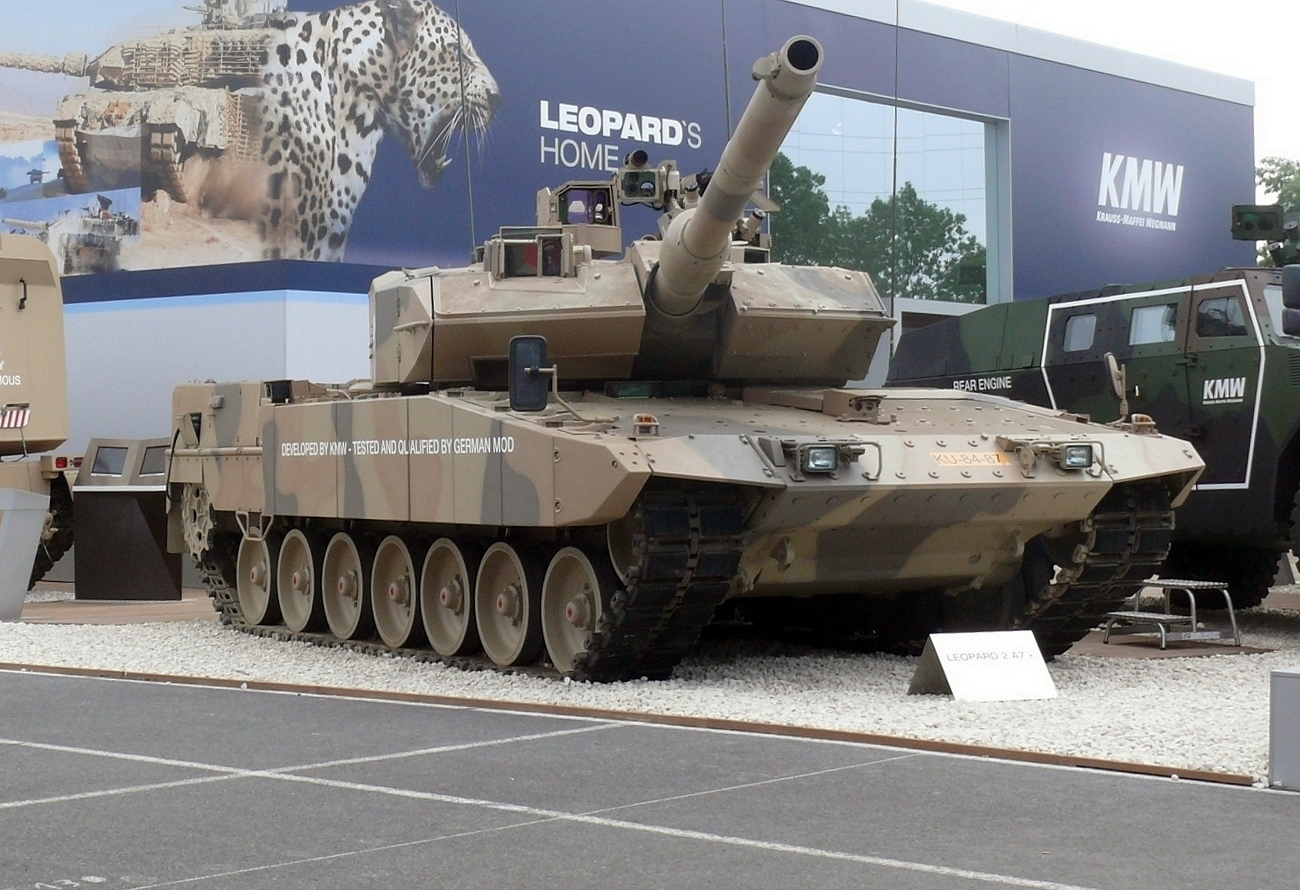
Leopard 2 A7 auf der Eurosatory 2010
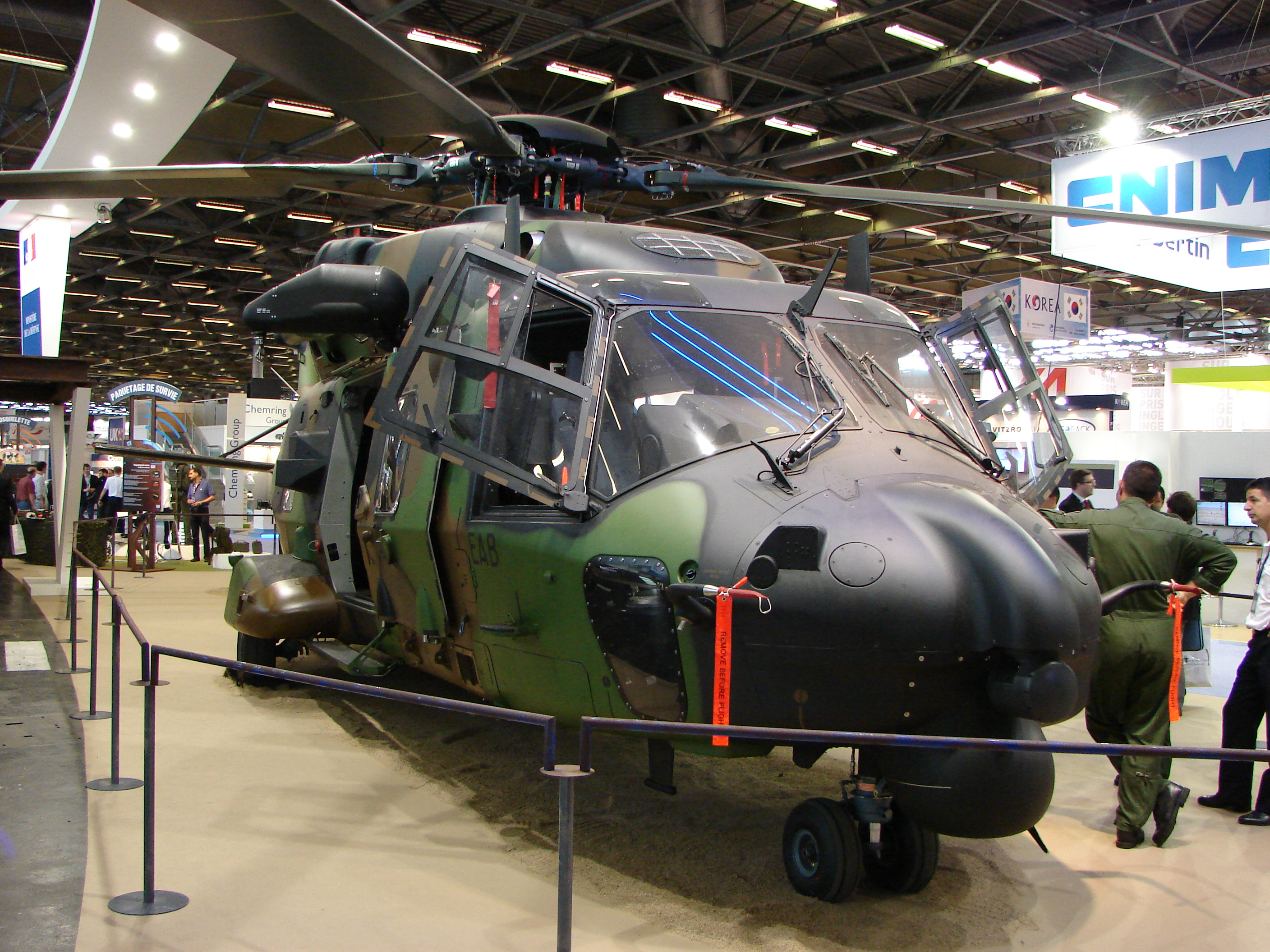
Helicopter NHIndustries NH90 auf der Eurosatory 2012
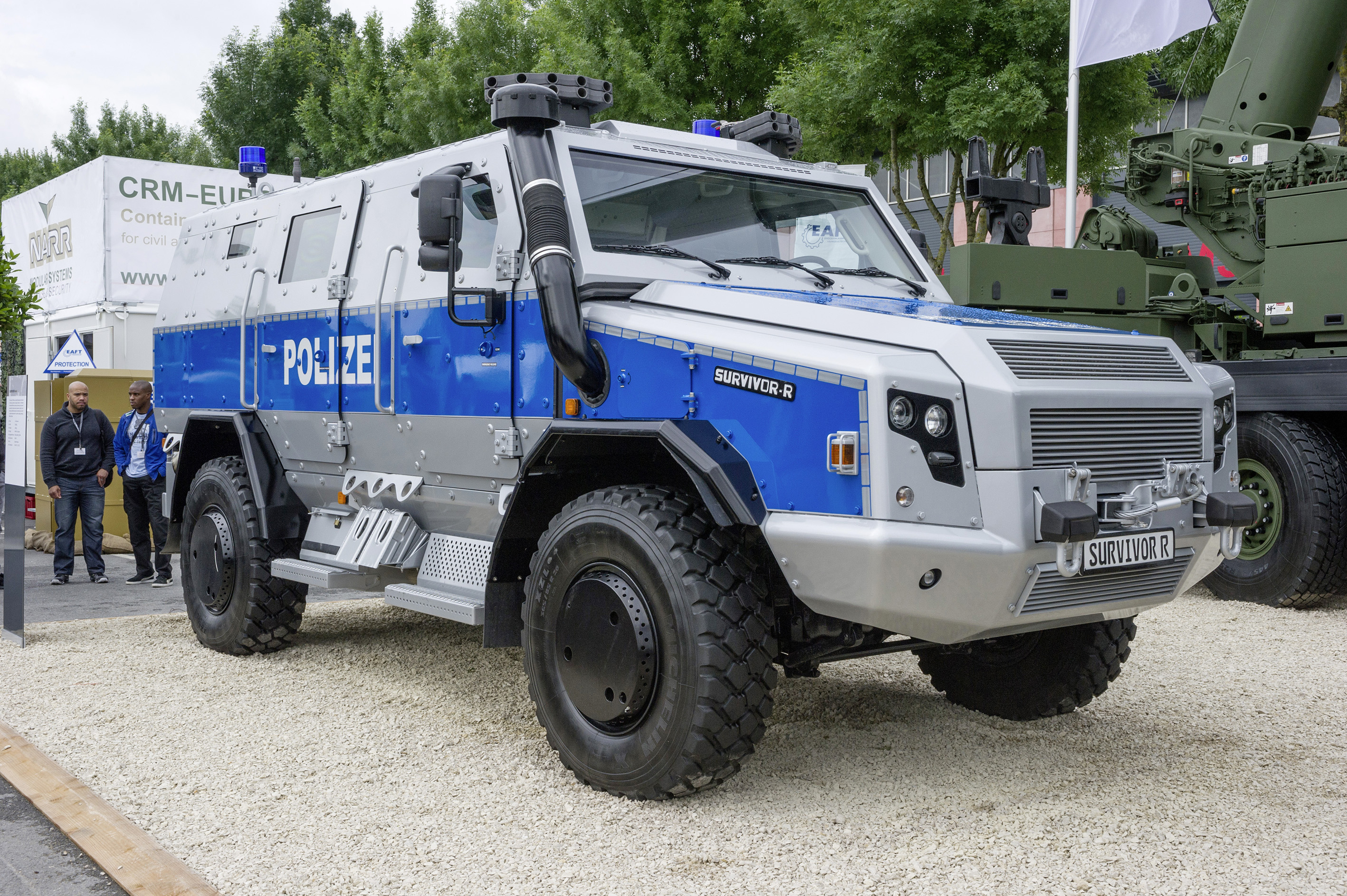
Survivor R auf der Eurosatory 2016

Alternierend mit Eurosatory findet Defence & Security Equipment International (DSEI) in London statt.

### Liste der Veranstaltungen
- 1967 Satory I (30 Aussteller; in Satory, Versailles)[1]
- 1969 Satory II
- 1971 Satory III
- 1973 Satory IV
- 1975 Satory V
- 1977 Satory VI
- 1979 Satory VII
- 1981 Satory VIII
- 1983 Satory IX
- 1985 Satory X
- 1987 Satory XI
- 1989 Satory XII
- 1991 Satory XIII
- Eurosatory 1992
umbenannt zu Eurosatory, erstmals in Le Bourget[1]
- Eurosatory 1994
- Eurosatory 1996
- Eurosatory 1998
- Eurosatory 2000
- Eurosatory 2002 (827 Aussteller, 38.800 Besucher)[3]
(erstmals in Paris-Nord, Villepinte Parc des Expositions; ab nun in geradzahligen Jahren)[1]
- Eurosatory 2004 (978 Aussteller, 44.700 Besucher)[3]
- Eurosatory 2006 (1.074 Aussteller, 47.945 Besucher)[3]
- Eurosatory 2008 (1.210 Aussteller, 52.414 Besucher)[3]
- Eurosatory 2010 (1.310 Aussteller, 53.566 Besucher)[3]
- Eurosatory 2012 (1.432 Aussteller, 53.480 Besucher)[3]
- Eurosatory 2014 (1.507 Aussteller, 55.784 Besucher)[3]
- Eurosatory 2016 (1.571 Aussteller, 57.024 Besucher)[4][5][6][3]
- Eurosatory 2018 (1.802 Aussteller, 57,056 Besucher)[7][8][1]
- Eurosatory 2020 (entfallen wegen Covid)
- Eurosatory 2022 (1.743 Aussteller, 62.000 Besucher)
- Eurosatory 2024 (1.800 Aussteller)

## Kritik und Protestaktionen

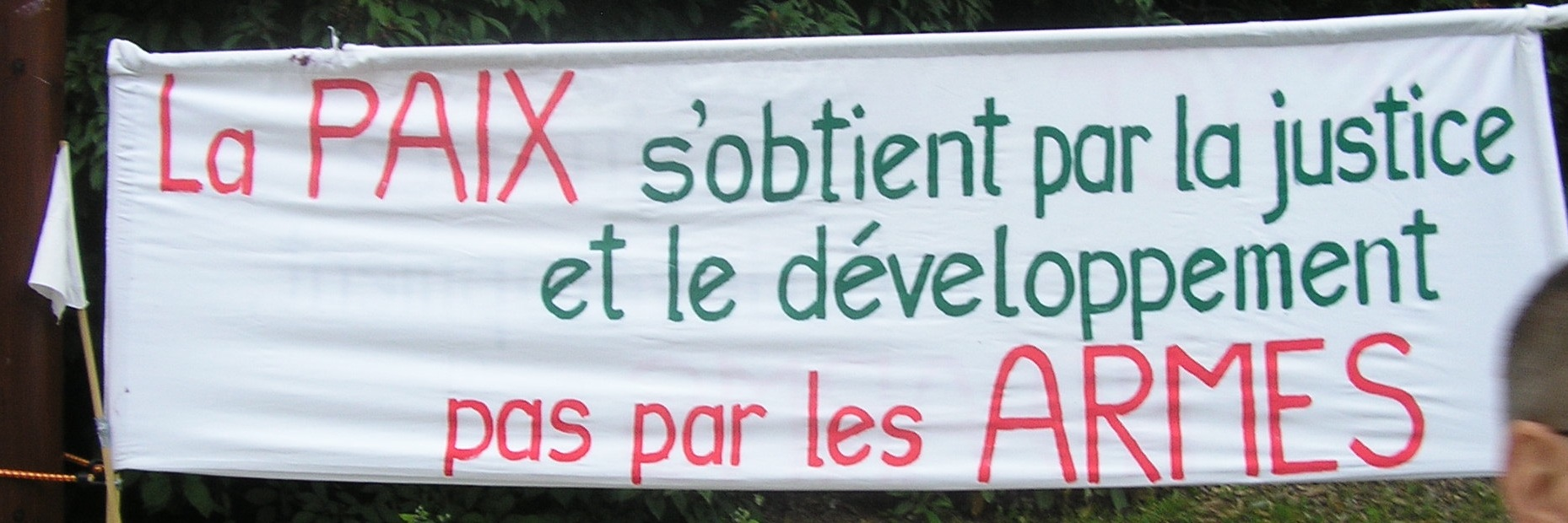
Protestbanner 2010

Von diversen Friedensaktivisten und Friedensorganisationen kam es wiederholt zur Kritik und zu Protestaktionen gegen Rüstung und Waffenhandel.